# Trụi (cây)
Trụi hay còn gọi lụi (danh pháp khoa học: Licuala fatua) là loài thực vật có hoa thuộc họ Arecaceae. Loài này được Becc. mô tả khoa học đầu tiên năm 1910.